# آیرونکلاد کلاس هیدرا
آیرونکلاد کلاس هیدرا (به انگلیسی: Hydra-class ironclad) یک کلاس از کشتی است که طول آن ۳۳۴ فوت ۸ اینچ (۱۰۲٫۰۱ متر) می‌باشد.